# Jarysziw
Jarysziw (ukr. Яришів, his. pol.  Jaryszów) – wieś w rejonie mohylowskim obwodu winnickiego na Ukrainie, około 10 km na północ od granicy z Mołdawią.

## Historia
Pod rozbiorami siedziba gminy Jaryszów w powiecie mohylowskim guberni podolskiej.
Podczas okupacji hitlerowskiej, w grudniu 1941 roku Niemcy utworzyli getto dla żydowskich mieszkańców. Przebywało w nim około 800 osób. 21 sierpnia 1942 roku Niemcy zlikwidowali getto, a Żydów zamordowali. Sprawcami zbrodni było SD z Kamieńca Podolskiego, niemiecka żandarmeria oraz ukraińska policja. Dowodził SS-Hauptscharführer Andreas Fermer. 

## Urodzeni w Jaryszowie
- Włodzimierz Dzieduszycki – polski ziemianin, pierwszy ordynat poturzycki, przyrodnik, mecenas nauki, folklorysta i chłopoman oraz polityk, marszałek Sejmu Krajowego Galicji[2].

## Zabytki
- parterowy dwór kryty dachem dwuspadowym; od frontu portyk z dachem dwuspadowym skierowanym szczytem do frontu. Całkowicie zniszczony w 1917 r.[3]
- w miejscowości istniała drewniana synagoga zniszczona podczas II wojny światowej (zdjęcie poniżej).
- polski cmentarz katolicki.

## Bibliografia

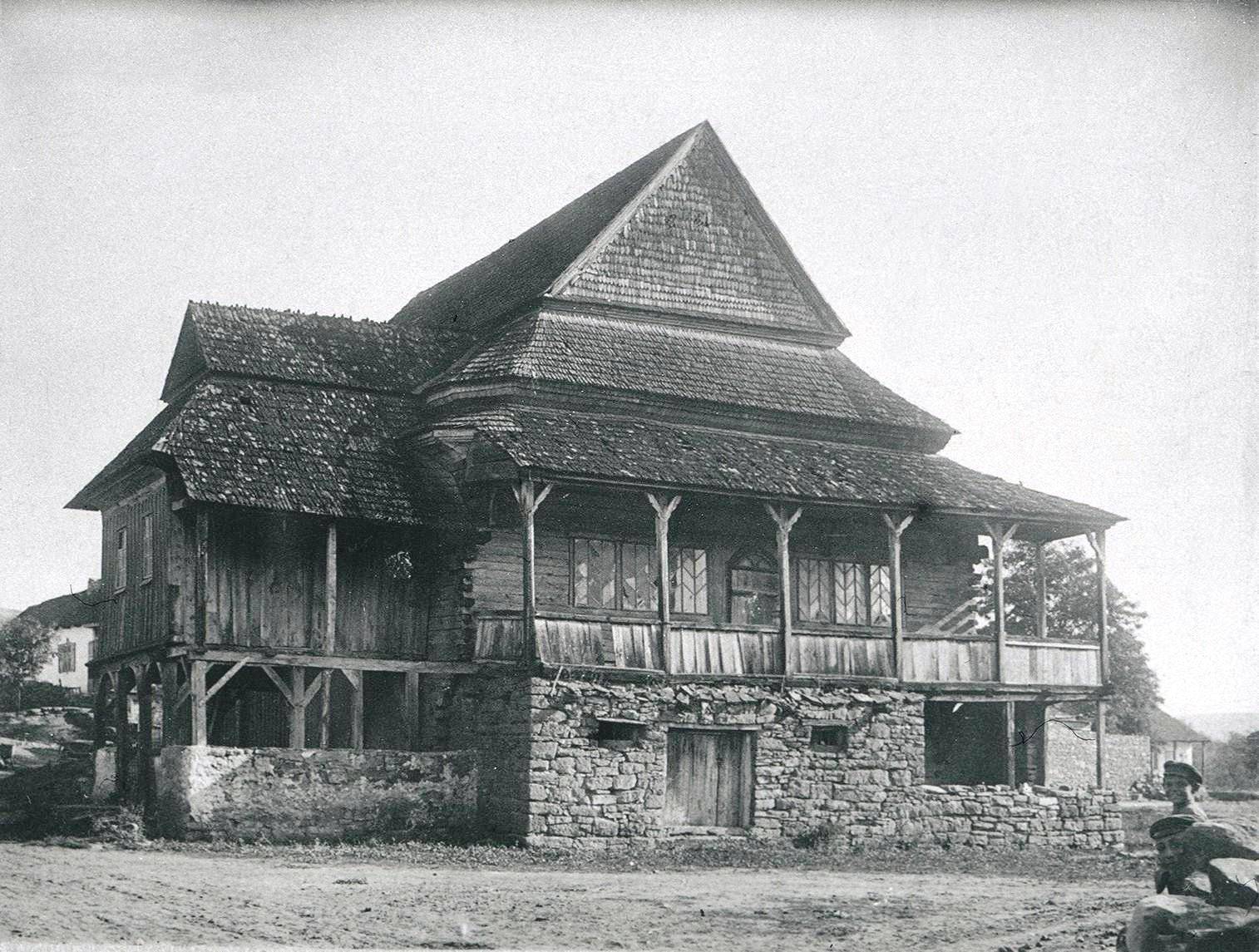
Synagoga w Jaryszowie (1928) zniszczona podczas II w.ś.